# 老山十五勇士连
老山十五勇士连，是中国人民解放军陆军第40师119团8连的荣誉称号，现为合成第四十旅山地步兵三营八连。

## 事迹

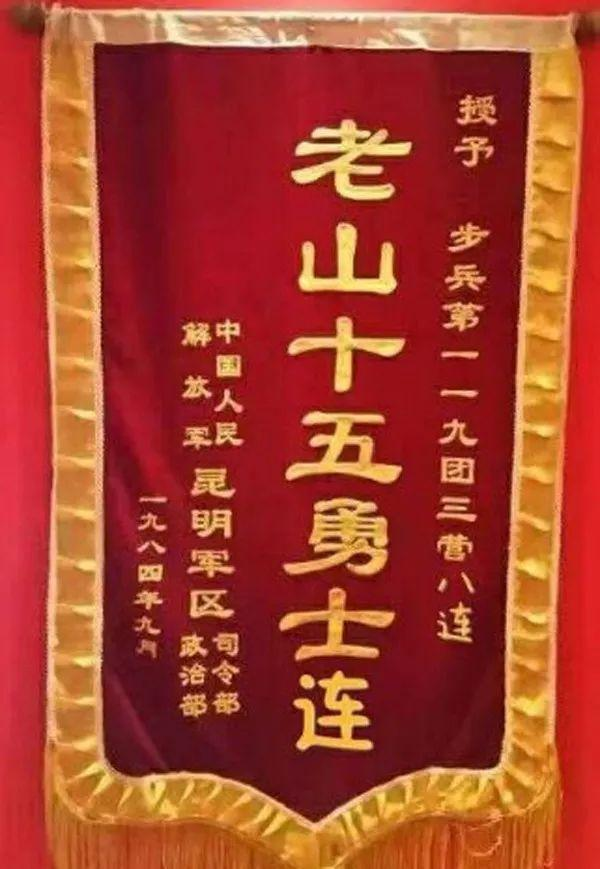
1984年9月，昆明军区授予119团8连“老山十五勇士连”锦旗

在老山战役期间的7月12日晚，119团8连奉命在146、142等9个高地组织防御，8连3排代理排长李海欣带8连9班9名战士和机枪3连5班的5名战士，共15人担负142高地防御任务。越军2个加强连的兵力包围了119团8连3排代理排长李海欣率领的15名士兵。李海欣临危不惧，连续按响2枚定向地雷，炸倒了一大片越军，在他即将要按响第3枚地雷时，越军向其投掷了1颗TNT炸药，身受重伤的李海欣无力躲闪，当场阵亡。
李海欣牺牲后9班长杨国跃接替指挥，继续和数十倍于己的越军浴血奋战，最后15人中5人牺牲，5人重伤，4人轻伤，仅有1人可继续作战，但越军始终未能占领142高地，且从上午4点50分坚持到下午2点，9班连续击毙了104名越军，包括击毙了越军1名少校营长，击伤1名大尉副营长和1名上尉连长，最终在兄弟部队的配合下守住了141高地。战后，李海欣和杨国跃被中央军委追授“战斗英雄”荣誉称号，119团8连也获得昆明军区授予的“老山十五勇士连”的荣誉称号。

## “十五勇士”
- 李海欣，代理排长，河南省临颍县人，在老山防御作战中壮烈牺牲，被中央军委授予“战斗英雄”荣誉称号。
- 周忠烈，机枪手，贵州省雷山县人，1983年1月入伍，歼敌20余名，在负重伤情况下拉响手榴弹与敌同归于尽，被昆明军区授予“战斗英雄”荣誉称号。
- 唐友国，战士，四川省大足县人，1984年1月入伍，战斗中毙敌4人，奉命回连报告敌情杀出重围，冲进敌群毙敌1名，壮烈牺牲，被追记一等战功。
- 刘家富，战士，云南省永善县人，1983年1月入伍，毙敌10余名，负伤后坚持战斗，子弹打光后拉响手榴弹与敌同归于尽，被追记一等战功。
- 李国文，战士，云南省临沧县人，1981年1月入伍，战斗中重伤不下火线，直至壮烈牺牲，被追记一等战功。
- 杨国跃，9班班长，云南省云县人，1963年5月生，1982年1月入伍，1983年3月入团。在战斗中，他在代理排长牺牲后指挥作战，毙敌十余名，荣立一等功，被中央军委授予“战斗英雄”称号。
- 夏锦忠，机枪手，贵州省瓮安县人，1963年2月生，1982年1月入伍，1984年2月入团。在战斗中机枪被炸飞，但捡起其它武器坚持战斗，一连毙敌六名，荣立一等功。
- 胡友文，战士，云南省永善县人，1963年12月生，1983年1月入伍，1984年7月入团。在战斗中，他第一个冲出坑道，击毙敌人封锁坑道口的机枪手，荣立一等功。
- 董朝贵，战士，云南省武定县人，1962年4月生，1982年1月入伍，1983年8月入团。在战斗中荣立二等功。
- 段春和，机枪副射手，云南省龙陵县人，1965年5月出生，1984年1月入伍，同年7月入团。在战斗中，他头部负伤仍不下火线，荣立二等功。
- 蒋志华，机枪班长，云南省耿马傣族佤族自治县人，汉族，1962年8月生，1981年11月入伍，1982年6月入团。在战斗中，他在代理排长牺牲后，协助九班长杨国跃指挥战斗，荣立三等功。
- 张庆龙，战士，云南省保山县人，1964年1月生，1984年1月入伍，同年7月入团。在战斗中先后毙敌五名，荣立三等功。
- 彭明林，班长，四川省巴中县人，1962年12月生，1981年1月入伍，1983年10月入党。7月12日凌晨，他及时发现敌情，迅速报告上级，荣立三等功。
- 马平华，战士，四川省叙永县人，1963年11月生，1982年1月入伍，1984年1月入团。在战斗中带伤坚持战斗，先后毙敌五名，荣立三等功。
- 陈光满，战士，云南省宣威县人，1962年4月生，1982年1月入伍，同年6月入团。在战斗中，他勇敢顽强，带伤坚持战斗，荣立三等功。[2]